# تشارلز كينغ (مؤرخ)
تشارلز كينغ (بالإنجليزية: Charles King)‏ هو مؤرخ أمريكي، ولد في 1967.